# باول كازانوفا
باول كازانوفا هو لاعب كرة قاعدة كوبي، ولد في 21 ديسمبر 1941 في كولون (كوبا) في كوبا، وتوفي في 12 أغسطس 2017 في ميامي في الولايات المتحدة.